# 不列颠治世

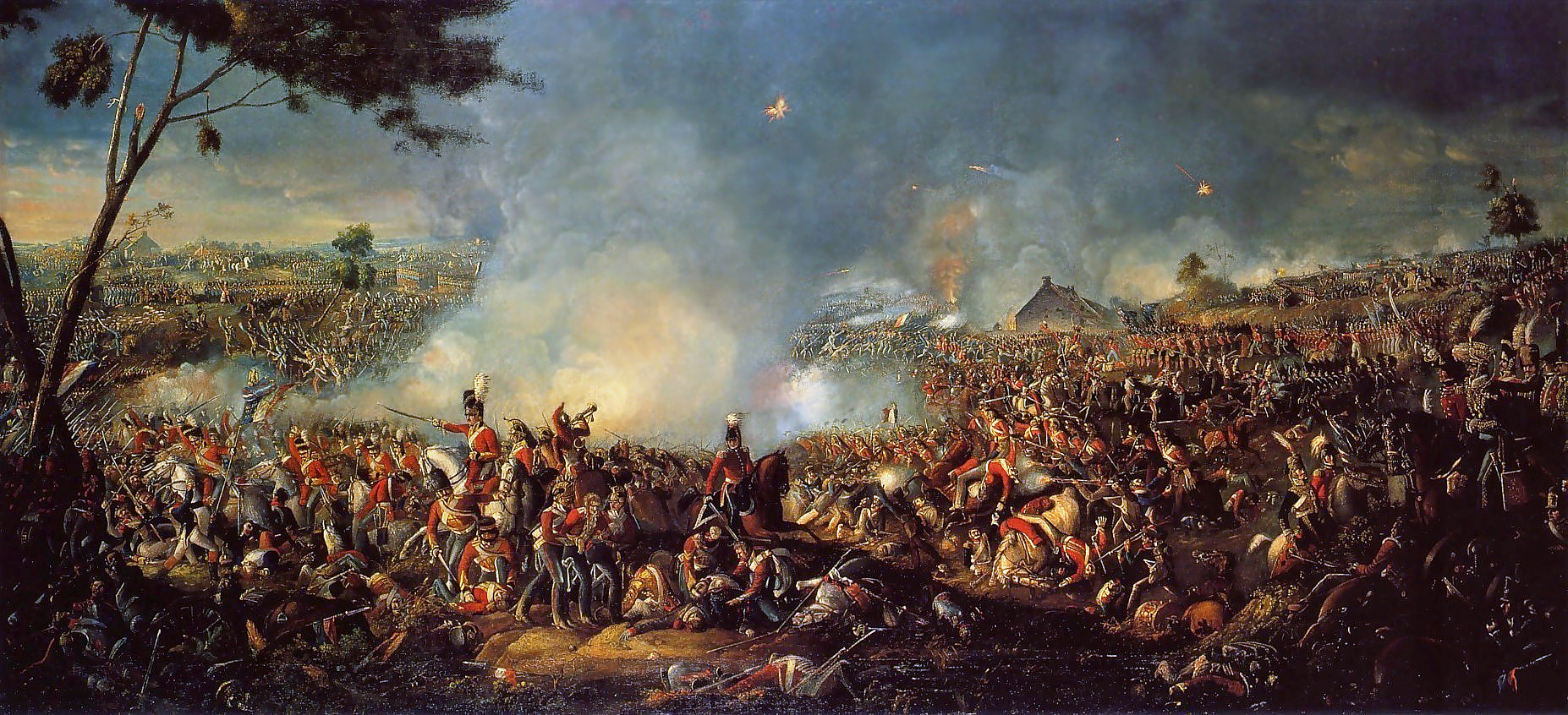
滑鐵盧戰役標誌著拿破崙戰爭的結束和不列顛治世的開始。

不列顛治世（拉丁語：Pax Britannica，源自 Pax Romana 一詞）是指歐洲在十九世紀至二十世紀初（1815年至1914年）整整一個世紀，在大英帝國全球性霸權控制下維持的和平時期；在這段時期歐洲比較少出現大規模動員的戰事。

## 歷史
一般認為1815年的滑鐵盧戰役標誌著不列顛治世的開始。
自1588年擊敗西班牙無敵艦隊後，英國開始成為歐洲海軍強國的一員，並着手開闢通往美洲的貿易航線，開始在海外建立其殖民地。後來，英國在七年戰爭中，打敗法蘭西王國，取得了大片美洲殖民地，確立了其在該地區的霸權。但於美國獨立戰爭中被法國擊敗，損失了極其重要的十三州殖民地。後來英國在拿破崙戰爭的勝利進一步鞏固了其在歐洲的勢力。工業革命後，英國成為了經濟強國，並開始參與遠東貿易事務。
維多利亞時代中後期至愛德華時代是大英帝國的全盛時期；帝國的領土面積在1921年達3367萬平方公里，即全球陸地面積的24.75%，而人口則達到了4至5億人，相當於當時世界人口的四分之一。帝國的勢力從英倫三島一直延伸到各大洲，遠東的英屬香港、英屬緬甸、英屬馬來亞及英屬新加坡；非洲的甘比亞、烏干達、肯亞、南非及奈及利亞；北美的紐芬蘭及加拿大，還有印度、紐西蘭、澳大利亞、馬爾他以及無數島嶼，都曾經是帝國的領土。由於其領土覆盖了地球上全部24個時區，故有「日不落帝國」的稱號。這段在英國霸權控制下維持國際秩序的時期，被稱為「不列顛治世」。
1870年，普法战争爆发，普鲁士王國在击败法国并统一德意志后成为欧陆第一强国，随后德意志帝國和美国在第二次工业革命中快速崛起，英国的绝对优势地位被削弱。
1914年，第一次世界大战爆发，不列颠治世宣告结束，但英国依旧拥有世界上最庞大的帝国。1945年第二次世界大战结束后，全世界掀起去殖民化浪潮，大英帝国开始走向衰落，美国和苏联也在二战结束后崛起并开始取代英国，但直到1956年苏伊士运河危机后英国世界霸主的地位才彻底被美国取代。

## 注腳
1. ↑  Johnston, pp. 508-10.
2. ↑  Porter, p. 332.
3. ↑  А.Д.Богатуров В.В.Аверков. . москва: МГИМО-университет. 2009: 158-159. ISBN 978-5-9228-0513-1.